# Europese kampioenschappen indooratletiek 1974
De Europese kampioenschappen indooratletiek 1974 werden van 9 tot en met 10 maart 1974 gehouden in het Scandinavium in de Zweedse stad Göteborg. Het was de eerste maal dat de kampioenschappen in Zweden gehouden werden.

## Medailles

### Mannen
| Onderdeel            | Goud                                                                | Goud    | Zilver                                                                   | Zilver  | Brons                             | Brons   |
| -------------------- | ------------------------------------------------------------------- | ------- | ------------------------------------------------------------------------ | ------- | --------------------------------- | ------- |
| 60 m                 | Valeri Borzov Sovjet-Unie                                           | 6,58    | Manfred Kokot Oost-Duitsland                                             | 6,63    | Aleksandr Korneljoek Sovjet-Unie  | 6,66    |
| 400 m                | Fons Brydenbach België                                              | 46,60   | Andreas Scheibe Oost-Duitsland                                           | 46,80   | Günther Arnold Oost-Duitsland     | 46,94   |
| 800 m                | Luciano Sušanj Joegoslavië                                          | 1.48,07 | András Zsinka Hongarije                                                  | 1.48,50 | Jozef Plachý Tsjecho-Slowakije    | 1.49,49 |
| 1500 m               | Henryk Szordykowski Polen                                           | 3.41,78 | Thomas Wessinghage West-Duitsland                                        | 3.42,04 | Włodzimierz Staszak Polen         | 3.43,48 |
| 3000 m               | Miel Puttemans België                                               | 7.48,48 | Paul Thys België                                                         | 7.51,76 | Pavel Pěnkava Tsjecho-Slowakije   | 7.51,79 |
| 60 m horden          | Anatoli Mosjiasjvili Sovjet-Unie                                    | 7,66    | Mirosław Wodzyński Polen                                                 | 7,68    | Frank Siebeck Oost-Duitsland      | 7,75    |
| 4x2 rondes estafette | Zweden Michael Fredriksson Gert Möller Anders Faager Dimitrie Grama | 3.04,55 | Frankrijk Pierre Bonvin Patrick Salvador Roger Velasquez Lionel Malingre | 3.05,46 |                                   |         |
| Verspringen          | Jean-François Bonhème Frankrijk                                     | 8,17    | Hans Baumgartner West-Duitsland                                          | 8,10    | Max Klauß Oost-Duitsland          | 8,03    |
| Hink-stap-springen   | Michał Joachimowski Polen                                           | 17,03   | Michail Bariban Sovjet-Unie                                              | 16,88   | Bernard Lamitié Frankrijk         | 16,56   |
| Hoogspringen         | Kęstutis Šapka Sovjet-Unie                                          | 2,22    | István Major Hongarije                                                   | 2,20    | Vladimír Malý Tsjecho-Slowakije   | 2,17    |
| Polsstokhoogspringen | Tadeusz Ślusarski Polen                                             | 5,35    | Antti Kalliomäki Finland                                                 | 5,30    | Jānis Lauris Sovjet-Unie          | 5,30    |
| Kogelstoten          | Geoff Capes Verenigd Koninkrijk                                     | 20,95   | Heinz-Joachim Rothenburg Oost-Duitsland                                  | 20,87   | Jaroslav Brabec Tsjecho-Slowakije | 19,87   |

### Vrouwen
| Onderdeel            | Goud                                                                | Goud    | Zilver                                                                       | Zilver  | Brons                              | Brons   |
| -------------------- | ------------------------------------------------------------------- | ------- | ---------------------------------------------------------------------------- | ------- | ---------------------------------- | ------- |
| 60 m                 | Renate Stecher Oost-Duitsland                                       | 7,16    | Andrea Saunders Verenigd Koninkrijk                                          | 7,17    | Irena Szewińska Polen              | 7,20    |
| 400 m                | Jelica Pavličić Joegoslavië                                         | 52,64   | Nadezjda Iljina Sovjet-Unie                                                  | 52,81   | Waltraud Dietsch Oost-Duitsland    | 52,84   |
| 800 m                | Elżbieta Katolik Polen                                              | 2.02,38 | Gisela Ellenberger West-Duitsland                                            | 2.02,54 | Gunhild Hoffmeister Oost-Duitsland | 2.02,59 |
| 1500 m               | Tonka Petrova Bulgarije                                             | 4.10,97 | Karin Krebs Oost-Duitsland                                                   | 4.11,33 | Tamara Sorokina Sovjet-Unie        | 4.14,45 |
| 60 m horden          | Annerose Fiedler Oost-Duitsland                                     | 8,08    | Grażyna Rabsztyn Polen                                                       | 8,08    | Meta Antenen Zwitserland           | 8,19    |
| 4x2 rondes estafette | Zweden Ann-Charlotte Hesse Lena Fritzon Marie Utterberg Ann Larsson | 3.38,15 | Bulgarije Rositsa Stamenova Nikolina Shtereva Sonya Zakharieva Tonka Petrova | 3.39,21 |                                    |         |
| Verspringen          | Meta Antenen Zwitserland                                            | 6,69    | Angela Voigt Oost-Duitsland                                                  | 6,56    | Valeria Ștefănescu-Bufanu Roemenië | 6,39    |
| Hoogspringen         | Rosemarie Witschas Oost-Duitsland                                   | 1,90    | Milada Karbanová Tsjecho-Slowakije                                           | 1,88    | Rita Kirst Oost-Duitsland          | 1,88    |
| Kogelstoten          | Helena Fibingerová Tsjecho-Slowakije                                | 20,75   | Nadezjda Tsjizjova Sovjet-Unie                                               | 20,62   | Marianne Adam Oost-Duitsland       | 19,70   |

### Medailleklassement
| Plaats | Land                | Goud | Zilver | Brons | Totaal |
| 1      | Polen               | 4    | 2      | 2     | 8      |
| 2      | Oost-Duitsland      | 3    | 5      | 7     | 15     |
| 3      | Sovjet-Unie         | 3    | 3      | 3     | 9      |
| 4      | België              | 2    | 1      | 0     | 3      |
| 5      | Joegoslavië         | 2    | 0      | 0     | 2      |
| 5      | Zweden              | 2    | 0      | 0     | 2      |
| 7      | Tsjecho-Slowakije   | 1    | 1      | 4     | 6      |
| 8      | Frankrijk           | 1    | 1      | 1     | 3      |
| 9      | Bulgarije           | 1    | 1      | 0     | 2      |
| 9      | Verenigd Koninkrijk | 1    | 1      | 0     | 2      |
| 11     | Zwitserland         | 1    | 0      | 1     | 2      |
| 12     | West-Duitsland      | 0    | 3      | 0     | 3      |
| 13     | Hongarije           | 0    | 2      | 0     | 2      |
| 14     | Finland             | 0    | 1      | 0     | 1      |
| 15     | Roemenië            | 0    | 0      | 1     | 1      |
| Totaal | Totaal              | 21   | 21     | 19    | 61     |

1970 ·
1971 ·
1972 ·
1973 ·
1974 ·
1975 ·
1976 ·
1977 ·
1978 ·
1979 ·
1980 ·
1981 ·
1982 ·
1983 ·
1984 ·
1985 · 
1986 · 
1987 · 
1988 · 
1989 · 
1990 · 
1992 · 
1994 · 
1996 · 
1998 · 
2000 · 
2002 · 
2005 · 
2007 · 
2009 ·
2011 ·
2013 ·
2015 ·
2017 ·
2019 ·
2021 ·
2023 ·
2025
Belgische medaillewinnaars · Nederlandse medaillewinnaars